# Korb (Basketball)

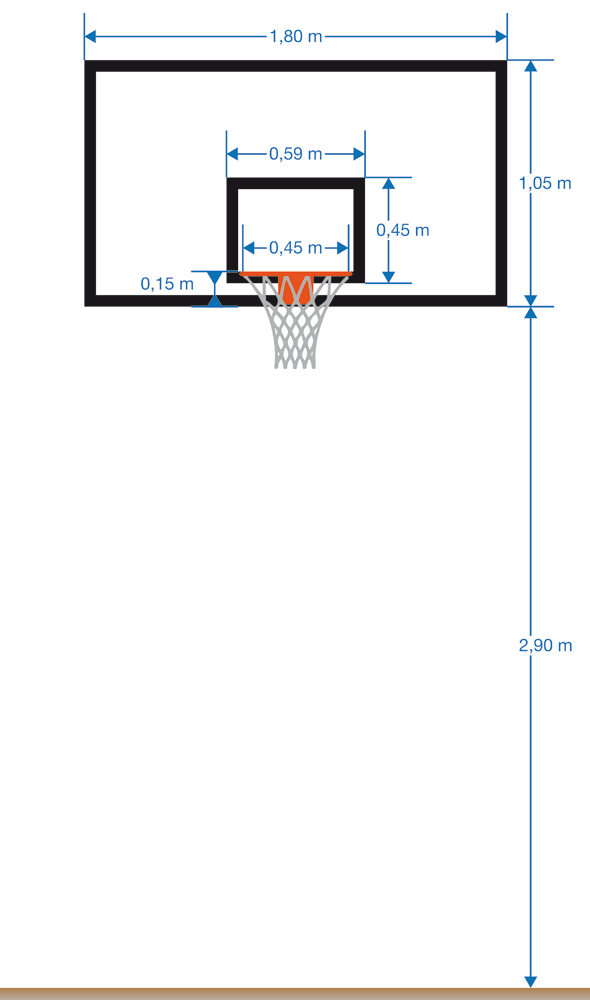
Abmessungen des Korbes

Im Basketball muss der Ball in den Korb befördert werden. Dies kann der Spieler durch verschiedene Wurftechniken, z. B. durch einen Dunking oder durch einen Korbleger erreichen. Der Korb existiert auf jedem offiziellen Spielfeld zweimal, da jede Mannschaft ihren eigenen Korb verteidigen muss.
Der Korb hängt in einer Höhe von 3050 Millimeter über dem Spielfeld und hat einen Durchmesser von 450 Millimeter. Das Brett, an dem der Korb befestigt ist, ist 1050 Millimeter hoch und 1800 Millimeter breit.
Nicht jeder Korb ist gleich. Einige Körbe haben statt einem konventionellen Ring zwei Ringe („Double-Rim“). Diese sind meist unbeliebt, da der Ball leichter vom Korb abprallen und somit einen Treffer zu erzielen schwerer sei.

## Netz
Das Netz, das den eigentlichen Korb bildet, verlangsamt den hindurchfallenden Ball und erfüllt damit zwei Funktionen: Einerseits wird der erzielte Treffer für Spieler, Schiedsrichter und Zuschauer klarer erkennbar, andererseits kommt der Ball dadurch in berechenbarer Weise, im besten Fall in senkrechter Linie, wieder ins Spiel.